# Waltheria selloana
Waltheria selloana är en malvaväxtart som beskrevs av Karl Moritz Schumann. Waltheria selloana ingår i släktet Waltheria och familjen malvaväxter. Inga underarter finns listade i Catalogue of Life.